# Монтероне (Арецо)
Монтероне је насеље у Италији у округу Арецо, региону Тоскана.
Према процени из 2011. у насељу је живело 80 становника. Насеље се налази на надморској висини од 410 м.